# Кёйпер, Давид
Давид Кёйпер (нидерл. David Kuiper, род. 12 декабря 1980) — голландский спортсмен, гребец, бронзовый призёр чемпионата мира по академической гребле 2009 и чемпионата Европы по академической гребле 2013 года.

## Биография
Давид Кёйпер родился 12 декабря 1980 года в городе Роттердам, Южная Голландия. Профессиональную карьеру гребца начал с 2003 года. Тренировался на базе клуба «Skadi ARSRV» в Роттердаме.
Первым соревнованием международного уровня, в котором Кёйпер принял участие, был — I-й этап кубка мира по академической гребле 2005 года в английском городе — Итон. В финальном заплыве восьмёрок с рулевым с результатом 05:48.860 его команда заняла 4 место, уступив борьбу за медали соперникам из Великобритании (05:47.240 — 3-е место).
Первую медаль в свой актив Кёйпер заработал во время чемпионата мира по академической гребле 2009 года в польском городе — Познань. В финальном заплыве восьмёрок с рулевым голландские гребцы заняли третье место (5:28.32), уступив первенство командам из Канады (5:27.15 — 2-е место) и Германии (5:24.13 — 1-е место).
Единственная на данный момент медаль чемпионата Европы по академической гребле в активе Кёйпера была добыта в 2013 году. Во время соревнований, что проходили в испанском городе Севилья, он выступал в составе восьмёрки с рулевым. В финальном заплыве с результатом 06:00.930 голландские гребцы заняли третье место, уступив первенство соперникам из Польши (06:00.310 — 2-е место) и Германии (05:59.000 — 1-е место).